# Дети капитана Гранта (фильм, 1913)
«Дети капитана Гранта» (фр. Les Enfants du capitaine Grant) — немой короткометражный фильм Викторена Жассе совместно с Анри Русселем (фр.) и Джозефом Фэвром. Дата премьеры неизвестна. Считается утраченным.

## В ролях
- Жозетта Андрио
- Деннис Маруа
- Мишель Гильберт
- Пьер Дельмонд
- Дюсодьё
- Йордан

## Художественные особенности
- Формат — 35 мм